# Muriel Teodori
Muriel Teodori, est une psychanalyste, scénariste et réalisatrice française.

## Carrière
Après avoir pratiqué la psychanalyse (école freudienne), elle collabore à plusieurs scénarios de longs métrages, dont Tom et Lola, L'Ombre et Les Silences du palais, et réalise des courts métrages.
Le premier long métrage dont elle assure la réalisation, Sans plomb, est un échec commercial après avoir été accueilli favorablement par plusieurs critiques.
Par ailleurs, Muriel Teodori a travaillé comme journaliste pour le magazine Elle sous le pseudonyme de Jeanne Chuzelles et a publié un ouvrage en collaboration avec le philosophe Jacques Dechamps, En quel état j'erre, peut-on se connaître soi-même ?.
En 1983, sous le pseudonyme Muriel Solal, elle coécrit avec William Sheller, les paroles de l'album Simplement et notamment de la chanson Les Filles de l'Aurore.
En 2007, un opéra dont elle a écrit le livret sort chez Deutsche Grammophon :  Welcome to the Voice de Steve Nieve : Sting, Robert Wyatt, Elvis Costello et Barbara Bonney en sont les principaux interprètes. Si l'histoire et l'interprétation rencontrent un accueil mitigé en France, Welcome to The Voice connait un réel succès aux États-Unis.Time.com souligne ainsi la modernité de l'opéra et son succès public.

## Filmographie
Courts métrages
- 1989 : La Princesse sur un autre pois
- 1991 : Eux, vous, nous
- 1993 : Le Linge sale

Long métrage
- 2000 : Sans plomb